# ابی هریسون
ابی هریسون (انگلیسی: Abi Harrison؛ زادهٔ ۷ دسامبر ۱۹۹۷) بازیکن فوتبال اهل بریتانیا است.
وی همچنین در تیم‌های ملی فوتبال Scotland women's national under-17 football team, Scotland women's national under-19 football team، و زنان اسکاتلند بازی کرده‌است.